# ジョエル・デ・ラ・フエンテ
ジョエル・デ・ラ・フエンテ（Joel de la Fuente, 1969年4月21日 - ) は、アメリカ合衆国の俳優。SFテレビドラマ『Space: Above and Beyond』のポール・ワン中尉役で知られるようになり、『ヘムロック・グローヴ』のヨアン・プライス博士役、『高い城の男』の憲兵隊幹部の木戸武役、『LAW & ORDER:性犯罪特捜班』の技術者ルーベン・モラレス役で最もよく知られる。2023年のウィリアム・アティカス・パーカーの映画『Atrabilious』にマーク・ネイヴァ役で出演した。

## 生い立ち
1969年4月21日、ニューヨーク州ニューハートフォードにてフィリピンからの移民の両親のもとに生まれ、2歳上の兄と6歳下の弟がいる。イリノイ州エヴァンストンで育ち、1987年にイリノイ州ウィネカのノースショア・カントリーデイスクールを卒業した。1991年、ブラウン大学から舞台芸術学士を授与され、1994年、ニューヨーク大学大学院ティッシュ・スクール・オブ・ジ・アーツから演劇修士を授与された。

## フィルモグラフィ

### 映画
- Roommates (1995) as トビー
- Personal Velocity: Three Portraits (2002) as Thavi Matola
- ハプニング The Happening (2008) as 不動産屋
- Taking Chance (2009) as チケット販売員
- アジャストメント The Adjustment Bureau (2011) as トンプソンの助手
- Brief Reunion (2011) as アーロン
- Forgetting the Girl (2012) as デレク
- Julia (2014) as ドクター・リン
- Ava's Possessions (2015) as エスコバー
- レッド・スパロー Red Sparrow (2018) as アメリカ上院議員

### テレビ
- 騎馬警官 Due South (1994) as チャーリー・ウォン (エピソード "Chinatown")
- Space: Above and Beyond (1995–1996) as Lt.ポール・ワン (メイン)
- ハイ・インシデント/警察ファイルJ High Incident (1996) as アキノ刑事(3エピソード)
- When the Cradle Falls (1997) as ビル・アヴィラ(テレビ映画)
- ER緊急救命室 ER (1997) as 医学生イヴァン・フー(2エピソード)
- 100 Centre Street (2001–2002) as ピーター・デイヴィス(12エピソード)
- LAW & ORDER:性犯罪特捜班 Law & Order: Special Victims Unit (2002–2011) as TARU技術者ルーベン・モラレス(52エピソード)
- オール・マイ・チルドレン All My Children (2007) as シーマス・ウォン(4エピソード)
- Canterbury's Law (2008) as 司法長官補佐官ピーター・アプトン(2エピソード)
- ナース・ジャッキー Nurse Jackie (2011) as 神父(1エピソード)
- ヘムロック・グローヴ Hemlock Grove (2013–2015) as ヨアン・プライス博士(メイン)
- ブルーブラッド 〜NYPD家族の絆〜 Blue Bloods (2015) as エドワード・ゴメス(エピソード: "Flags of Our Fathers")
- 高い城の男 The Man in the High Castle (2015–2019) as 憲兵隊幹部の城戸武 (メイン, 39エピソード)
- Limitless (2016) as ダニエル・リー(エピソード: "A Dog's Breakfast")
- マダム・セクレタリー Madam Secretary (2017–2019) as President Datu Andrada (3エピソード)
- BULL / ブル 法廷を操る男 Bull (2017) as ブレント・ジェンソン(エピソード: "How to Dodge a Bullet")
- MANIFEST/マニフェスト Manifest (2018–2020) as ドクター・ブライアン・カードソ(2エピソード)
- THE BLACKLIST/ブラックリスト The Blacklist (2019) as Dr. Guillermo Rizal (エピソード: Guillermo Rizal")
- Devils (2022) as Cheng Liwei
- グッド・ドクター 名医の条件 The Good Doctor (2022) as ジェイコブ(エピソード: Growth Opportunities)
- The Mysterious Benedict Society (2022) as Officer "Cannonball" Zhao (2エピソード)
- Hello Tomorrow! (2023) as ビル・ブランクンシップ(1エピソード)

### ビデオゲーム
- The Warriors The Warriors (2005) as Additional Civilian
- HOMEFRONT Homefront (2011) as Hopper Lee

### 舞台
- Hold These Truths (2018) as ゴードン・ヒラバヤシ他